# Długość węzła wstępującego

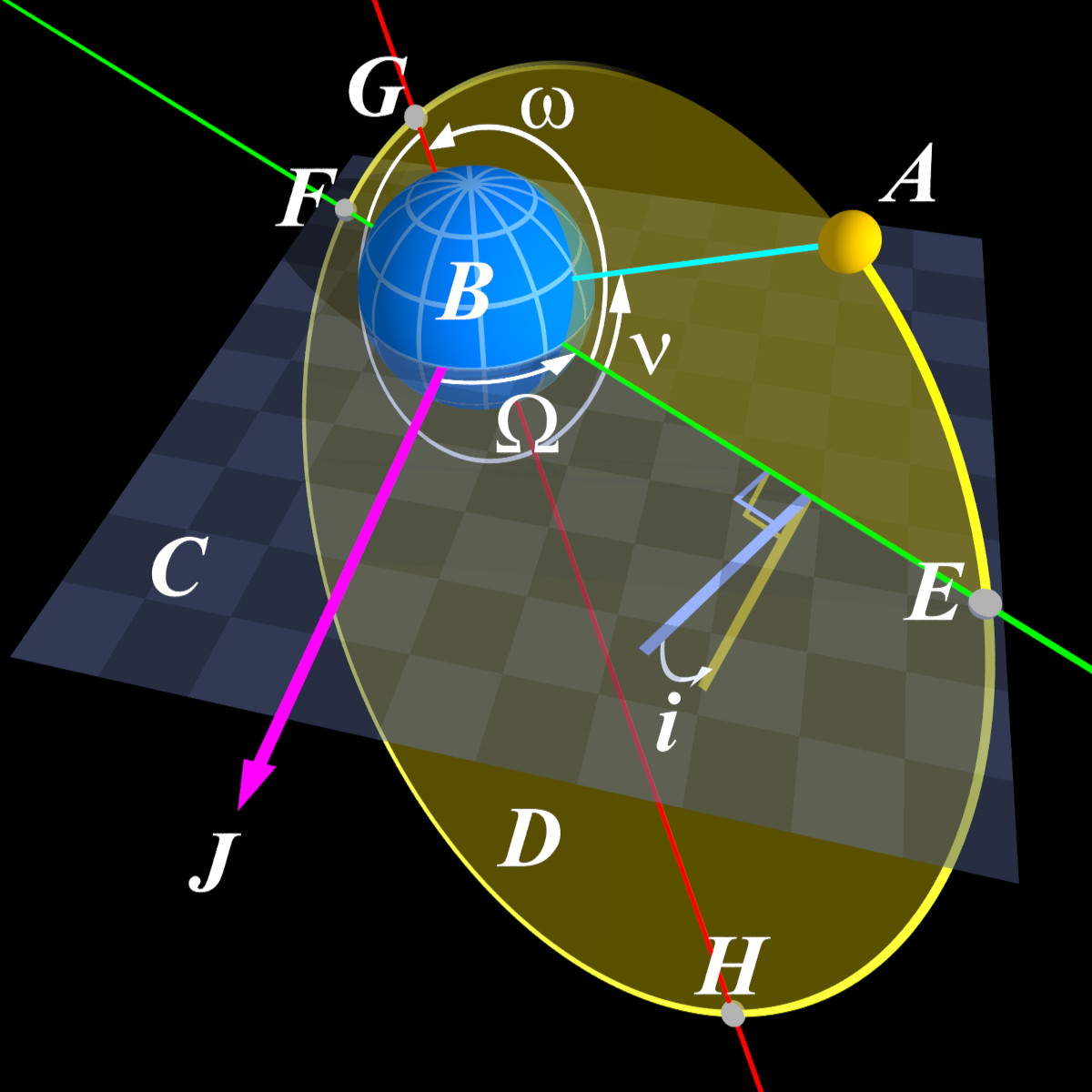

Długość węzła wstępującego (Ω) – jeden z parametrów (elementów) orbity służących do opisu położenia orbity ciała w przestrzeni. Kąt pozycyjny liczony w wybranej płaszczyźnie (często w płaszczyźnie równika ciała centralnego, wokół którego krąży ciało opisywane) od pewnego ustalonego kierunku do punktu, w którym poruszające się po orbicie ciało przekracza tę płaszczyznę ze strony południowej na północną (węzeł wstępujący).
W przypadku ciała obiegającego Słońce kąt ten mierzony jest w płaszczyźnie ekliptyki, z wierzchołkiem w Słońcu i ramionami, z których jedno jest skierowane do punktu równonocy wiosennej (punktu Barana), a drugie do węzła wstępującego orbity. Kąt Ω liczony jest w kierunku ruchu Ziemi wokół Słońca (przeciwnie do kierunku ruchu wskazówek zegara).